# Carl Guggomos
Carl Luitpold Guggomos (auch „Charly“ genannt, * 1932 ?; † 16. März 1988) war ein deutscher Journalist, Herausgeber, Aktivist der Außerparlamentarischen Opposition.

## Leben
Guggomos war zunächst SPD-Mitglied und Redakteur des Vorwärts, später beim Spiegel.
1961 war Guggomos Teil einer Beobachterdelegation westdeutscher Jungjournalisten, die im Auftrag des Deutschen Bundesjugendrings (DBJR) vom Prozess gegen Adolf Eichmann aus Jerusalem berichteten.
Guggomos geriet 1966 in der SPD in den Verdacht, gemeinsam mit anderen Vorwärts-Mitarbeitern (Alexander von Cube, Adalbert Wiemers und Ekkehart Wiemers) Drahtzieher einer Kampagne gegen Herbert Wehner zu sein.
Ab 1967 war er Chefredakteur und Herausgeber des Berliner EXTRA-Blattes, das zunächst von Rudolf Augstein und Gerd Bucerius finanziert wurde. Daraus ging der Berliner Extra-Dienst hervor. Bis in die 1970er Jahre galt der von der DDR-Staatssicherheit finanzierte Extra-Dienst als wichtiges Organ der Außerparlamentarischen Opposition.
1966 gründete Guggomos zusammen mit Horst Mahler, Walter Barthel, Klaus Meschkat, Johannes Agnoli und weiteren SPD-Linken und SDS-Mitgliedern gegen den Willen des SDS-Landesverbandes Berlin die November-Gesellschaft, aus der am 30. April 1967 der Republikanische Club hervorging. Guggomos distanzierte sich davon ein Jahr später wieder, „weil im Club nur noch tendenzieller Anarchismus Gehör“ fände. Er verlegte sein Büro aus den Räumlichkeiten des Clubs und betrieb im neuen Domizil mit Barthel und anderen Freunden eine Kombination aus Kleinkunstbühne, Druckerei, Kneipe und der Ost-Boutique.
Für das Wintersemester 1972 bekam er unter Protest der West-Berliner CDU einen Lehrauftrag für Publizistik an der Freien Universität Berlin.
Weil der Extra-Dienst Teile der SPD-Politik bekämpfe, beantragte die Berliner SPD 1973 seinen Parteiausschluss.
Zur Zeit seiner Redaktionstätigkeit beim Berliner Extra-Dienst waren Guggomos (IM Gustav) und „ed“ Geschäftsführer Walter Barthel (IM Kurt) Inoffizielle Mitarbeiter des Ministeriums für Staatssicherheit, Barthel bis 1969. Das MfS lieferte Material und journalistische Beiträge für Kampagnen gegen Axel Springer und gegen die Bundespräsidentenwahl 1969 in West-Berlin.
1978 gründeten Guggomos und Barthel die linkssozialistische Tageszeitung Die Neue, deren Chefredakteur Guggomos wurde. Die Zeitung bestand bis 1982 und konkurrierte mit der gleichzeitig gegründeten taz.
1993 wurde er als inoffizieller Mitarbeiter der DDR-Staatssicherheit enttarnt.